# Slunečnice
Slunečnice (Helianthus) je rod vysokých bylin z čeledi hvězdnicovitých. Celý rod obsahuje přibližně 55 až 67 druhů, dva z nich, slunečnice roční a slunečnice topinambur, se pěstují po celém světě. V Česku se můžeme běžně setkat s pěti druhy a s jedním křížencem.

## Nomenklatura
Helianthus L.,  1753
Typ
H. annuus L.,  1753 (lektotyp)
Nomenklatorická synonyma
≡Vosacan Adanson,  1763
Taxonomická synonyma
=Helianthus subg. Harpalium Cass.,  1818
=Harpalium (Cass.) Cass. in F.Cuvier,  1825
=Discomela Raf.,  1825
=Echinomeria Nutt.,  1840
=Linsecomia Buckley,  1861

## Popis
Mezi slunečnicemi nalezneme jednoleté i vytrvalé rostliny. Mají silný, chlupatý stonek s velkými, řapíkatými, zubatými listy. Níže rostoucí listy jsou střídavé, oválné nebo srdčité, listy při vrcholu stonku jsou užší a střídavé. Dosahují i značné výšky, 60 – 400 cm.

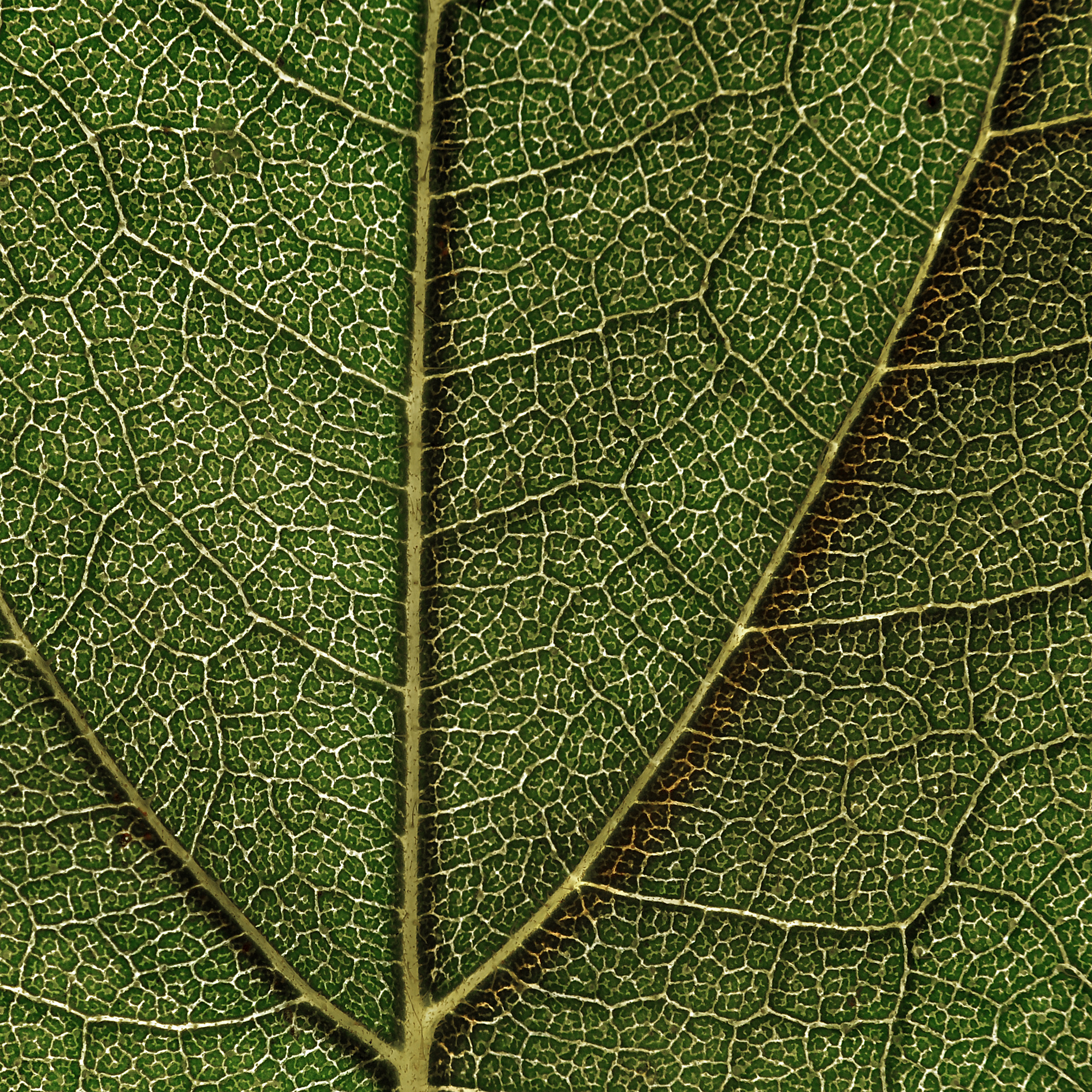
Detail struktury listu slunečnice

Velké úbory se žlutými jazýčkovitými květy vyrůstají na konci stonku. U slunečnice roční existují i odrůdy se smetanovými, oranžovými nebo červenými květy. Mladá rostlina je heliotropní, tzn, že květy se otáčejí za sluncem. Až při dozrávání semen úbor postupně těžkne a sklání se k zemi.
Semena slunečnice jsou v semenících uspořádána do spirál o dvou po sobě jdoucích číslech Fibonacciho posloupnosti.

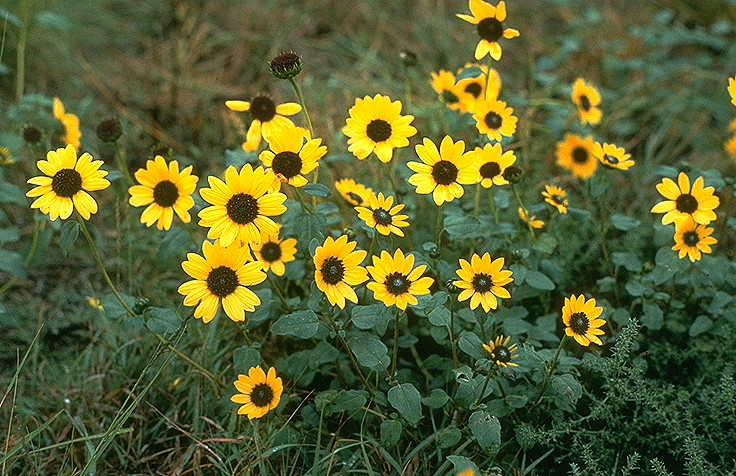
Helianthus petiolaris

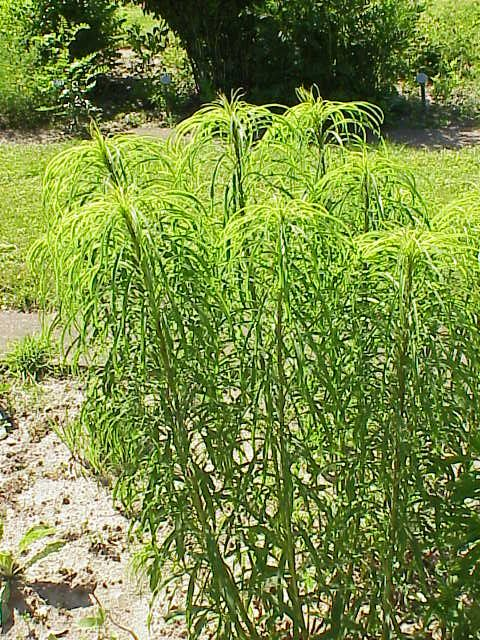
Helianthus salicifolius

## Areál
Většina druhů tohoto rodu pochází ze Severní Ameriky, převážně z USA, areál zahrnuje i jižnější oblasti Kanady. Několik druhů pochází i z horských oblastí Jižní Ameriky.
Vzhledem k pěstování se vytvořily u několika druhů i sekundární areály, ve kterých se zplanělé formy uchytily.

## Zástupci
- slunečnice pozdní (Helianthus × laetiflorus
- slunečnice roční (Helianthus annuus)
- slunečnice řapíkatá (Helianthus petiolaris)
- slunečnice topinambur (Helianthus tuberosus)
- slunečnice tuhá (Helianthus rigidus)
- slunečnice vrbolistá (Helianthus salicifolius)